# Anders Wisell
Anders Wisell, född omkring 1666, död 9 april 1743 i S:t Laurentii församling, Östergötlands län, var en svensk rådman, riksdagsledamot och politiker.

## Biografi
Anders Wisell föddes omkring 1666 och arbetade som rådman i Söderköping. Han avled 1743. Han avled 1743  i S:t Laurentii församling och begravdes 17 april samma år.
Wisell var riksdagsledamot för borgarståndet i Söderköping vid riksdagen 1723.